# Древние деревни Северной Сирии
Древние деревни Северной Сирии (араб. المدن الميتة‎,  иногда встречаются названия Мёртвые города и Забытые города) — группа из 700 заброшенных строений на северо-западе Сирии между городами Алеппо и Идлиб. Около 40 деревень, сгруппированных в восьми археологических парках, расположенных на северо-западе Сирии, дают представление о сельской жизни в поздней античности и в течение византийского периода. 
Большинство деревень, время создания которых датируются периодом с I по VII век нашей эры, были заброшены между VIII и X веками. Поселения имеют хорошо сохранившиеся строения жилищ, языческих храмов, церквей, водосборных цистерн, бань и так далее. Древние поселения занимают площадь 20—40 км в ширину и около 140 км в длину. Основополагающее значение для изучения памятников имели исследования французского археолога Жоржа Чаленко.
В 2011 году деревни включены в Список Всемирного наследия ЮНЕСКО.

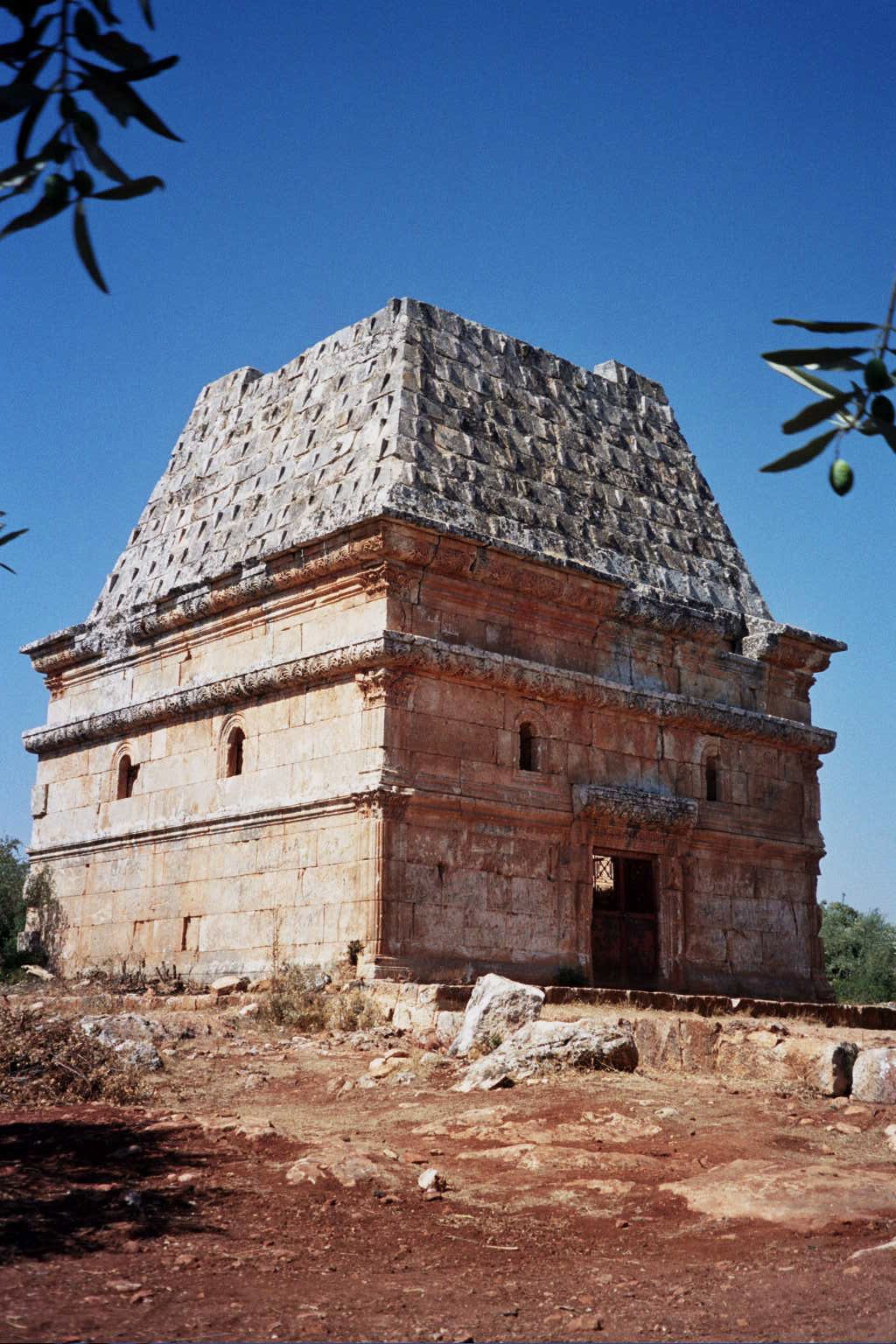
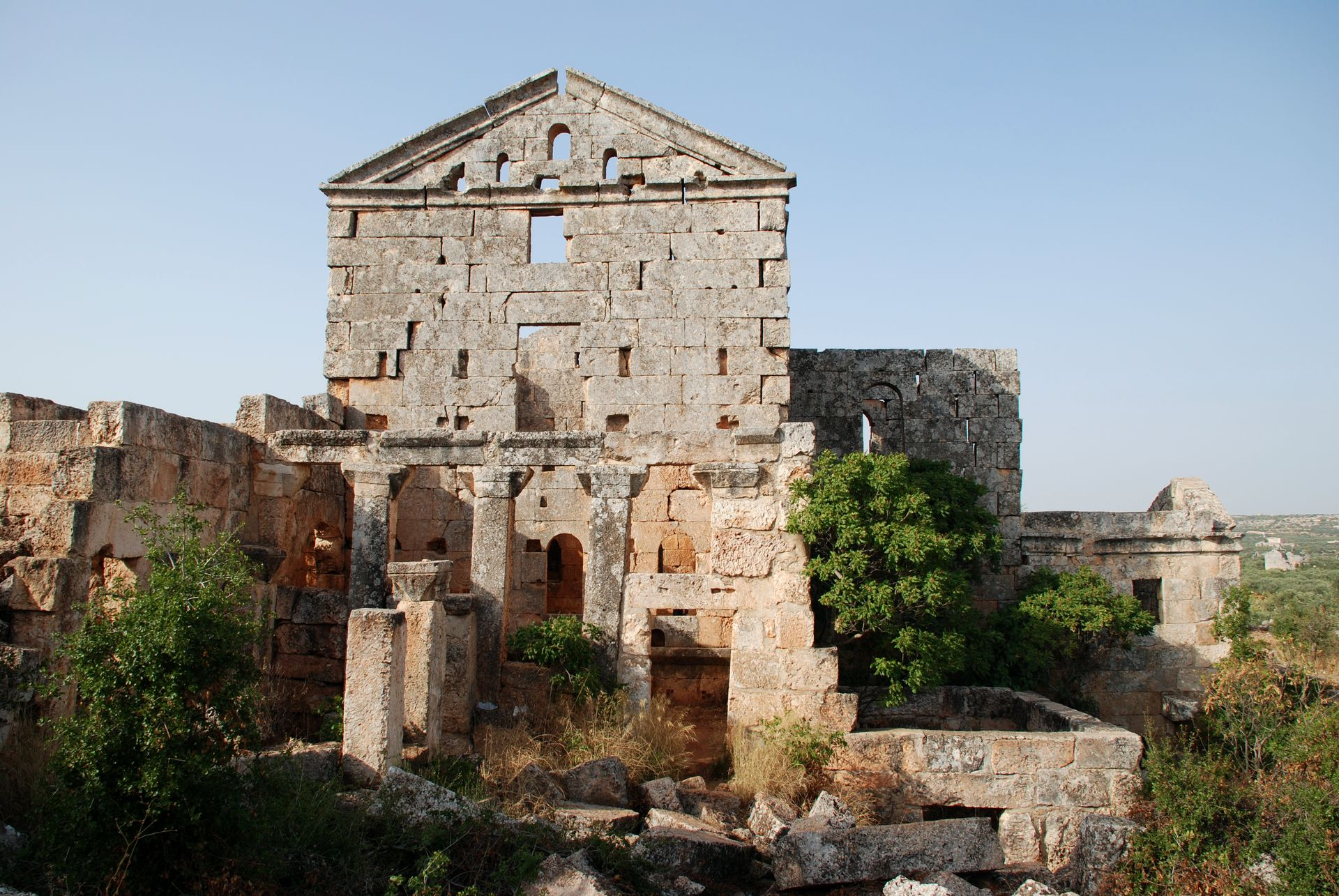
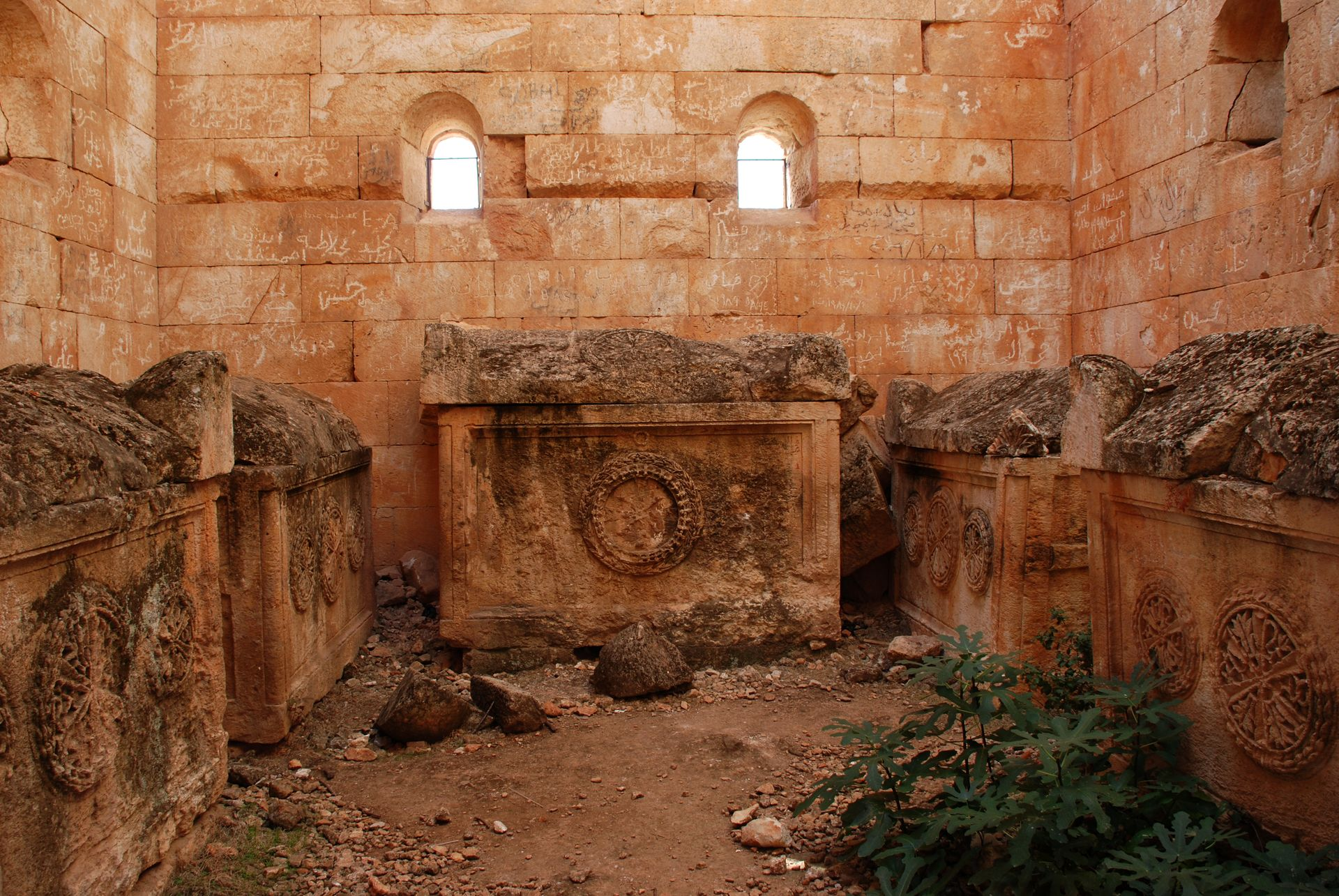
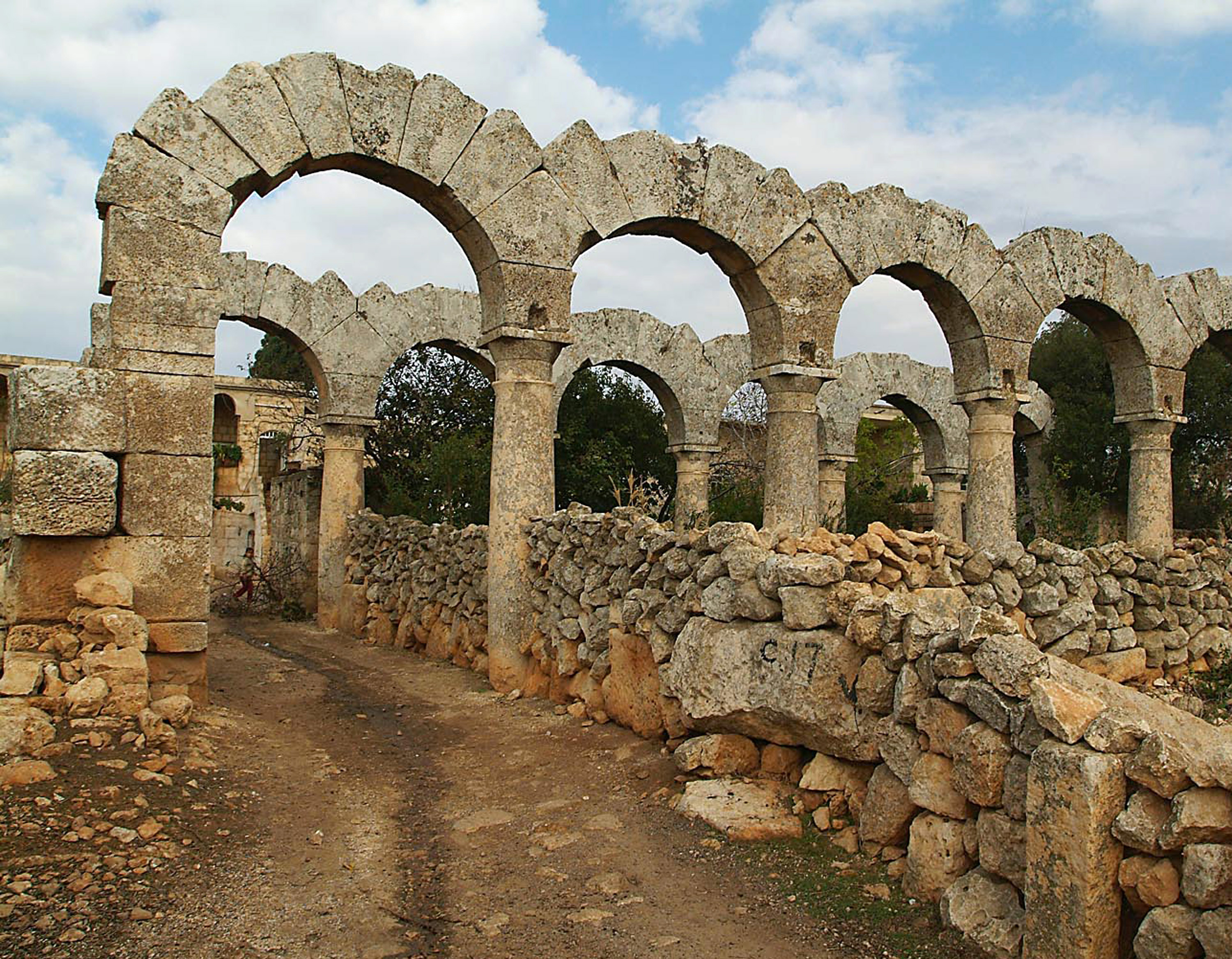
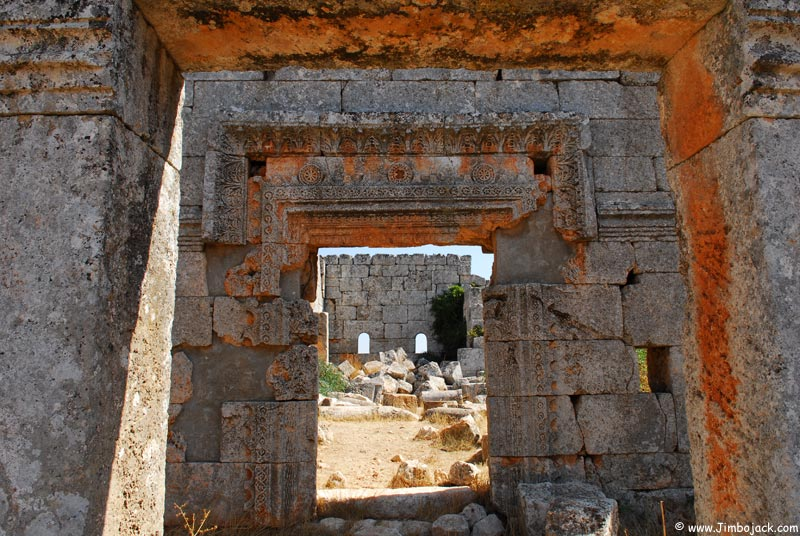
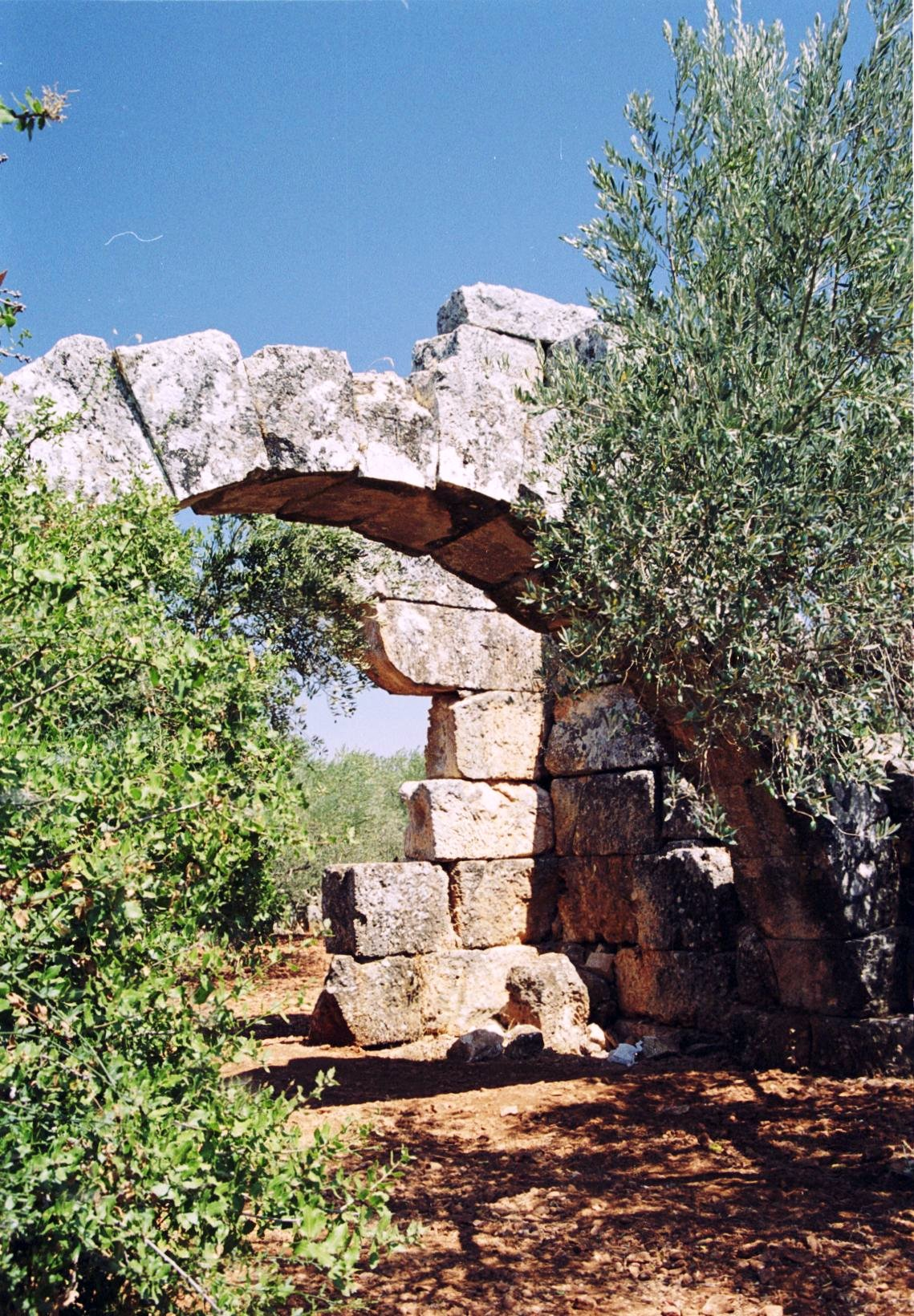
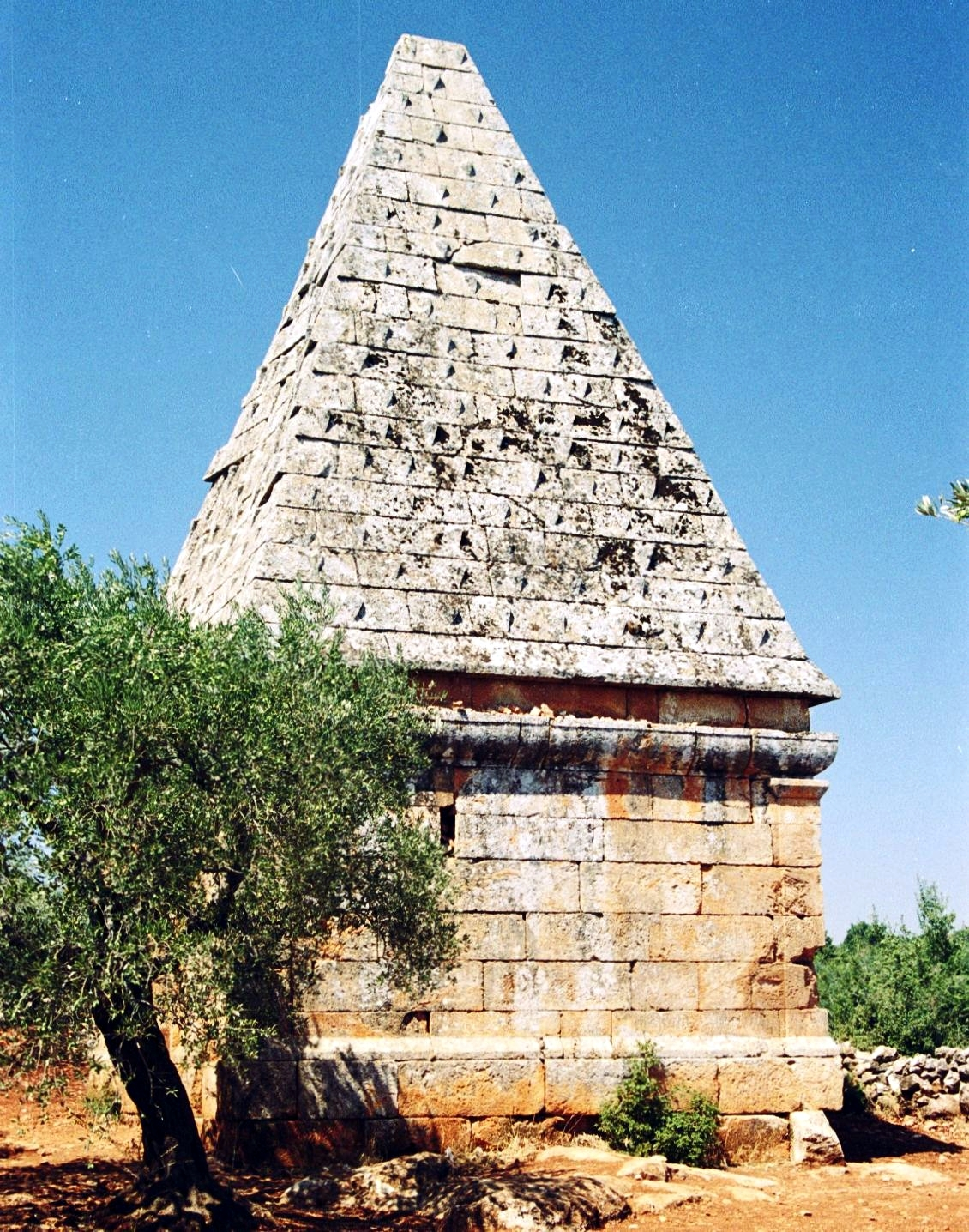